# Colibri à gorge blanche
Leucochloris albicollis
Genre
Espèce
Statut de conservation UICN

 LC  : Préoccupation mineure
Statut CITES
Le Colibri à gorge blanche (Leucochloris albicollis) est une espèce de colibris. C'est la seule espèce du genre Leucochloris.

## Répartition
Cette espèce est présente au Paraguay, en Uruguay, au sud-est du Brésil et au nord-est de l'Argentine.

Carte de répartition de l'espèce

## Habitats
L'espèce habite les forêts tempérées, les forêts subtropicales humides de basses et hautes altitudes mais aussi les forêts lourdement dégradées.